# Żowtoołeksandriwka
Żowtoołeksandriwka (ukr. Жовтоолександрівка) – wieś na Ukrainie, w obwodzie dniepropetrowskim, w rejonie kamjańskim, w hromadzie Pjatychatky. W 2001 liczyła 395 mieszkańców.